# Le Secret (film, 2000)
Pour les articles homonymes, voir Secret (homonymie).
Pour plus de détails, voir Fiche technique et Distribution.
Le Secret est un film français réalisé par Virginie Wagon en 2000.

## Synopsis
Marie, 35 ans, représentante en encyclopédies, aime son mari François, qui désire avoir un deuxième enfant. Mais Marie hésite, sans trop savoir pourquoi. Un jour, elle rencontre un client singulier, Bill, noir américain d'une cinquantaine d'années. D'abord intriguée, elle tombe peu à peu sous son charme.

## Fiche technique
- Réalisation : Virginie Wagon
- Scénario : Virginie Wagon, Érick Zonca
- Direction artistique : Brigitte Brassart
- Costumes : Brigitte Slama
- Photographie : Jean-Marc Fabre
- Montage : Yannick Kergoat
- Distribution des rôles : Jeanne Biras, Antoine Carrard et Aude Cathelin
- Production : François Marquis et Michel Saint-Jean
- Société de production : Les Productions Bagheera
- Pays de production :  France
- Langue : français
- Format : couleur
- Genre : comédie dramatique
- Durée : 107 minutes
- Date de sortie : 1er novembre 2000

## Distribution
- Anne Coesens : Marie
- Michel Bompoil : François
- Tony Todd : Bill
- Aladin Reibel : Rémy
- Quentin Rossi : Paul
- Valérie Vogt : Séverine
- Frédéric Sauzay : Luc
- Natalya Ermilova : Ana
- Charlotte Pradon : Mélanie
- Isabelle Tanakil : Stall représentative

## Distinctions
- Prix Michel-d'Ornano 2000